# ロンドン条約 (1840年)
ロンドン条約（ロンドンじょうやく、英: Convention of London）は、1840年に締結された、エジプトとオスマン帝国との戦争における講和条約であり、ロンドン会議の中で結ばれた。
ロンドン4国条約ともいい、イギリス、ロシア帝国、オーストリア帝国、プロイセン王国の4国が締結国であった。翌1841年にフランスも加わり5国海峡条約になった。

## 概要
内容は、第一次エジプト・トルコ戦争で認められたムハンマド・アリーのシリア領有を放棄することと、その代償としてアリーとその子孫によるエジプト、スーダンの総督職の世襲権を認めた（ムハンマド・アリー朝の成立）。また、ロシア帝国の艦隊がボスポラス海峡・ダーダネルス海峡の自由通航などを盛り込んだ条約（ウンキャル・スケレッシ条約）を破棄し、外国軍艦の通航を全面禁止にした。
この条約の最大の受益者は会議を開催したイギリスで、とりわけ外相のパーマストン子爵ヘンリー・ジョン・テンプルの手腕によるところが大きかった。というのも、この条約でムハンマド・アリーを支援したフランスは、この地域の影響力を削がれ、ロシアも二つの海峡の通航を阻止されたことにより南下政策に歯止めがかかった。このことは、フランス・ロシア両国による東地中海・中近東への進出を同時に阻止することを意味した。
当時のイギリスは清国と戦争状態（アヘン戦争）にあり、アメリカともカナダの国境問題をめぐって鋭く対立していたためにそのような外交の状況下でイギリスが二大ライバルのロシアとフランスを封じ込めたのはパーマストン外交の勝利であり、パクス・ブリタニカといわれたこの時代のイギリスにとっての政治上の頂点をなすものであった。